# NGC 5894
NGC 5894 is een balkspiraalstelsel in het sterrenbeeld Draak. Het hemelobject werd op 25 mei 1788 ontdekt door de Duits-Britse astronoom William Herschel.

## Synoniemen
- UGC 9768
- MCG 10-22-4
- ZWG 297.6
- IRAS 15105+5959
- PGC 54234